# Pourpre (mollusque)
Pour les articles homonymes, voir Pourpre (homonymie).
Taxons concernés
Dans la classe des Gastropoda, dans les genres :
- Bolinus
- Cymia
- Hexaplex
- Nucella
- Ocenebra
- Purpura
- Stramonita
- Thais
- etc.modifier

Pourpre est un nom vernaculaire ambigu désignant en français certains mollusques de la classe des gastéropodes, essentiellement dans la famille des Muricidae mais pas exclusivement. Certains sont aussi appelés murex ou nucelles. Parmi eux, plusieurs de ces coquillages permettent d'obtenir la pourpre, une teinture rouge violacé très prisée des notables dans l'Antiquité. L'origine de la pourpre se trouve dans la Mer Méditerranée, et plus précisément en Phénicie, à l'est de la Méditerranée, dans les régions du Liban actuel aussi que la Tunisie. Ces pigments organiques étaient très chers.

## Noms français et noms scientifiques correspondants
Note : la classification évoluant constamment, certains noms scientifiques peuvent être des synonymes devenus invalides :

- Pourpre de l'Atlantique - voir Pourpre petite pierre[1]
- Pourpre aiguillonnée - Thais aculeata[2]
- Pourpre armée - Thais armigera[2]
- Pourpre calebasse - Thais melones[2]
- Pourpre carenée - Cymia lacera[2]
- Pourpre chocolat - Thais chocolata[2]
- Pourpre crapaud - Thais bufo[2]
- Pourpre de Callao - Thais calloensis[2]
- Pourpre de Rudolphe - Purpura panama[2]
- Pourpre deltoide - Thais deltoidea[2]
- Pourpre des Indes occidentales - Plicopurpura patula[3]
- Pourpre impériale - Hexaplex cichoreum[4]
- Pourpre pattue - Purpura pansa[2]
- Pourpre persique - Purpura persica[2]
- Pourpre petit-bourgeon - Thais alouina[2]
- Pourpre petite pierre - Nucella lapillus[5],[3]
- Pourpre tendron - Cymia tecta[2]
- Pourpre tubereuse - Thais tuberosa[2]
- etc.

## Utilisation en teinture

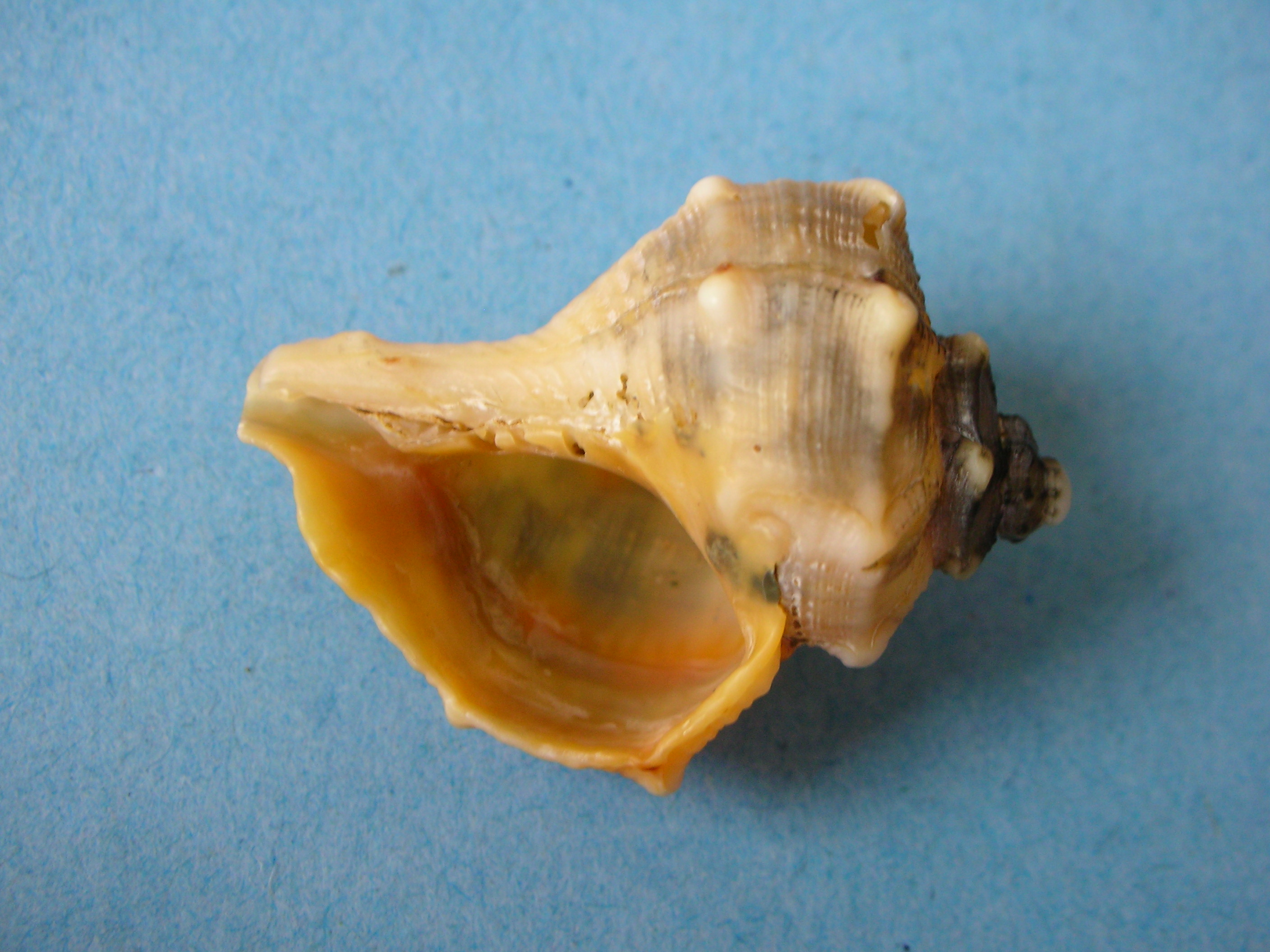
Bolinus brandaris qui donnait la pourpre de Tyr.

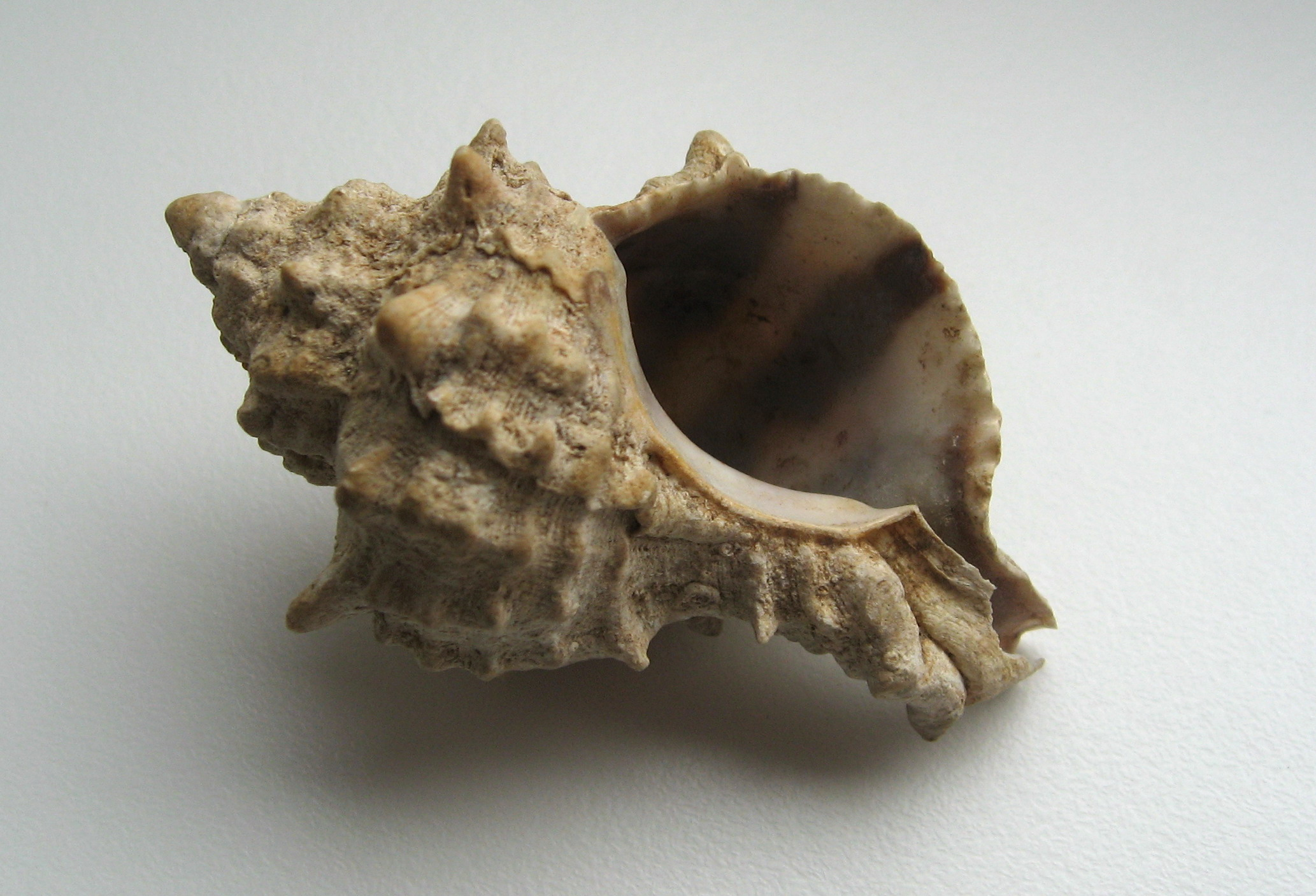
Hexaplex trunculus qui donnait la pourpre améthyste.

Les coquillages les plus utilisés en Méditerranée pour fournir ce colorant rouge, tirant sur le bleu-violet, et appelé la pourpre, étaient autrefois classés dans le genre Murex :
- Bolinus brandaris (syn. Murex brandaris), qui donne « la pourpre des anciens » ou pourpre de Tyr
- Hexaplex trunculus (syn. Murex trunculus) qui donne la pourpre améthyste

et dans une moindre mesure :
- Stramonita haemastoma (syn. Murex consul)
- Ocenebra erinacea (syn. Murex erinaceus)